# Ménestreau-en-Villette
 Ménestreau-en-Villette  es una población y comuna francesa, situada en la región de Centro, departamento de Loiret, en el distrito de Orléans y cantón de La Ferté-Saint-Aubin.

## Demografía
| 790 | 665 | 659 | 1214 | 1296 | 1384 |
| Para los censos de 1962 a 1999 la población legal corresponde a la población sin duplicidades (Fuente: INSEE [Consultar]) |     |     |      |      |      |